# مراد جمجير
مراد جمجير (بالتركية: Murat Cemcir)‏ هو ممثل تركي، ولد في 30 نوفمبر 1976 في تركيا.

## أعمال

### أفلام
- (2018) شجرة الكمثرى البرية

## وصلات خارجية
- مراد جمجير على موقع IMDb (الإنجليزية)
- مراد جمجير على موقع ألو سيني (الفرنسية)
- مراد جمجير على موقع أول موفي (الإنجليزية)
- مراد جمجير على موقع قاعدة بيانات الفيلم (الإنجليزية)
- مراد جمجير على موقع كينوبويسك (الروسية)